# Pristobunus laminus
Pristobunus laminus är en spindeldjursart som beskrevs av Forster 1954. Pristobunus laminus ingår i släktet Pristobunus och familjen Triaenonychidae. Inga underarter finns listade i Catalogue of Life.